# Zoe Tarn
Der Zoe Tarn ist ein kleiner See auf der Insel Heard im südlichen Indischen Ozean. Er wird vom Schmelzwasser des Mary-Powell-Gletschers gespeist und liegt etwa 500 m landeinwärts der Corinthian Bay, in die der Überlauf des Sees mündet.
Benannt ist der See nach der US-amerikanischen Brigg Zoe aus New London, Connecticut, die unter Kapitän Henry Rogers 1856 in den Gewässern um Heard operierte und deren Besatzung auf Heard überwinterte.